# Lasiophila orbifera
Espèce
Lasiophila orbifera est une espèce de lépidoptères (papillons) de la famille des Nymphalidae, de la sous-famille des Satyrinae, de la tribu des Satyrini, de la sous-tribu des Pronophilina et du genre Lasiophila. 

## Répartition
Ecozone : néotropique.

## Systématique
- L’espèce Lasiophila orbifera a été décrite par le naturaliste britannique Arthur Gardiner Butler en 1868[1].
- Localité type : Pérou.

## Taxinomie
Il existe 3 sous-espèces :
- Lasiophila orbifera intercepta  (Thieme, 1907) [2] Localité type : Ecuador, Baños.
- Lasiophila orbifera orbifera (Butler, 1868) Localité type : Pérou.

Synonyme : Lasiophila orbifera var. munda (Thieme, 1907)
- Lasiophila orbifera pura (Thieme, 1907) [2] Localité type : Argentine.